# TO BE
《TO BE》是日本歌手濱崎步第8張單曲，1999年5月12日於日本發行8cm版本。2001年2月28日再發行12cm版本。

## 說明
- 本作收錄於同年11月10日發行的第二張原創專輯《LOVEppears》之中，並收錄了不同版本。其後另收錄於2001年3月28日發行的精選輯《A BEST》及2008年發行的單曲全精選《A COMPLETE ~ALL SINGLES~》之中。
  - 2003年2月28日發行的抒情精選《A BALLADS》收錄重新混音版本。
  - 2008年12月17日發行的第二張十週年紀念單曲《GREEN/Days》中，收錄了本曲的《10th Anniversary version》（十週年紀念版本）。
- 2000年6月7日發行的第16張單曲《SEASONS》收錄了本作的管絃版本。
- 本作為濱崎步最後一張8cm單曲，以後的單曲全以12cm型態發行。

## 收錄歌曲

### 8cm
1. TO BE (Original Mix)
作詞：濱崎步　作曲：D･A･I　編曲：Naoto Suzuki、D･A･I
日本TOBACCO公司「水蜜桃天然水」廣告歌曲
2. TO BE (Dub's cool wind Remix)
3. TO BE (Instrumental)

### 12cm
1. TO BE "Original Mix"
2. TO BE "Dub's cool wind Remix"
3. appears "H.W Tokyo Hard House Mix"
4. Fly high "SHARP BOYS U.K VOCAL MIX"
5. Fly high "Supreme Mix"
6. Fly high "SAMPLE MADNESS REMIX"
7. TO BE "Original Mix -Instrumental-"